# Nicolas Fiot
Nicolas Fiot est un homme politique français né le 1er mai 1798 à Vendeuvre-sur-Barse (Aube), et décédé le 24 juillet 1867 à Mantes-la-Jolie (Yvelines).
Président du tribunal civil de Mantes-la-Jolie, il est député de Seine-et-Oise de 1831 à 1834, siégeant dans l'opposition à la Monarchie de Juillet.

## Sources
- « Nicolas Fiot », dans Adolphe Robert et Gaston Cougny, Dictionnaire des parlementaires français, Edgar Bourloton, 1889-1891 [détail de l’édition]